# Hrvatski olimpijski odbor
Hrvatski olimpijski odbor (HOO) najviše je nevladino nacionalno športsko tijelo, u koje se udružuju nacionalni športski savezi, zajednice športskih saveza i udruga u županijama i Gradu Zagrebu te druge udruge čija je djelatnost od značaja za razvoj športa i olimpijskog pokreta u Republici Hrvatskoj.
HOO je priznati član Međunarodnog olimpijskog odbora (MOO).
Utemeljitelj je Hrvatske olimpijske akademije (HOA).

## Povijest
Olimpijski pokret u Hrvatskoj je još 1894. počeo promicati dr. Franjo Bučar, no ideja o prijemu u međunarodnu olimpijsku obitelj mogla se ostvariti tek uspostavom samostalne Republike Hrvatske. Izražavajući stoljetnu želju hrvatskih sportaša i sportskih djelatnika da Hrvatska bude priznatim članom Međunarodnog olimpijskog odbora na sjednici Hrvatskog olimpijskog
odbora, održanoj 10. rujna 1991. godine u Zagrebu je utemeljen Hrvatski olimpijski odbor i usvojena su Pravila Hrvatskog olimpijskog odbora. Hrvatski olimpijski odbor osnovali su nacionalni sportski savezi 29 olimpijskih sportova i tri udruženja.
Odluka o privremenom priznanju Hrvatskog olimpijskog odbora donesena je 17. siječnja 1992. godine u Lausannei od strane predsjednika i četiri potpredsjednika Međunarodnog olimpijskog odbora, a u skladu s ovlastima koje im je povjerio Izvršni odbor Međunarodnog olimpijskog odbora, na sastanku 4., 5. i 6. prosinca 1991. godine u Lausanni. Navedenom odlukom Međunarodni olimpijski odbor pozvao je Hrvatski olimpijski odbor da sudjeluje na 16. Zimskim olimpijskim igrama u Albertvilleu i na Igrama 25. olimpijade u Barceloni. Potpuno priznanje Hrvatskog olimpijskog odbora uslijedilo je na 101. zasjedanju Međunarodnog olimpijskog odbora u Monacu, 24. rujna 1993. godine.
Prvi predsjednik HOO-a bio je Antun Vrdoljak, a drugi nekadašnji vaterpolist Zdravko Hebel, a treći i današnji predsjednik je Zlatko Mateša.

## Nagrade i priznanja
HOO svake godine na svečanosti Velikog dana hrvatskog sporta, koji se svake godine održava 17. siječnja u čast godišnjice primitka HOO u Međunarodni olimpijski odbor dodjeljuju se sljedeće nagrade:
- Nagrada HOO-a Matija Ljubek
- Trofej MOO-a
- Nagrada Dražen Petrović
- Izbor najuspješnijih sportaša HOO-a
- Posebna priznanja HOO-a

## Medalje na OI po sportovima
U tablicama su brojene i medalje koje su osvojene pod zastavama država koje su se u to vrijeme djelomično ili potpuno rasprostirale na području današnje Republike Hrvatske (Austrijsko Carstvo, Kraljevina Italija, SFR Jugoslavija) koje su osvojili hrvatski sportaši, izuzev medalja u momčadskim sportovima. Medalje koje su hrvatski sportaši osvojili zajedno sa sportašima drugih nacionalnosti (kao dio para, posade ili ekipe u pojedinačnom sportu) te medalje osvojene u demonstracijskim sportovima su radi potpunosti statistike navedene u tablici i njihov broj je naznačen nakon točke i ne broje se u ukupnom zbiru.

### Zimske OI
nakon 2014.
| Medalje | Alpsko ski | Alpsko ski | Biatlon | Biatlon | Ukupno (2) |
| ------- | ---------- | ---------- | ------- | ------- | ---------- |
| Medalje | M          | Ž          | M       | Ž       | Ukupno (2) |
| Zlato   | 0          | 4          | 0       | /       | 4          |
| Srebro  | 4          | 2          | 0       | /       | 6          |
| Bronca  | 0          | 0          | 1       | /       | 1          |

### Ljetne OI
nakon 2016.
| Medalje | Ekipni sportovi | Ekipni sportovi | Ekipni sportovi | Ekipni sportovi | Ekipni sportovi | Ekipni sportovi | Temeljni sportovi | Temeljni sportovi | Temeljni sportovi | Temeljni sportovi | Temeljni sportovi | Temeljni sportovi | Na vodi  | Na vodi  | Na vodi    | Na vodi    | Na vodi  | Na vodi  | Borilački sportovi | Borilački sportovi | Borilački sportovi | Borilački sportovi | Borilački sportovi | Borilački sportovi | Borilački sportovi | Borilački sportovi | Dizanje utega | Dizanje utega | Mačevanje | Mačevanje | Stolni- tenis | Stolni- tenis | Streljaštvo | Streljaštvo | Tenis | Tenis | Ukupno (17) |
| Medalje | Košarka         | Košarka         | Rukomet         | Rukomet         | Vaterpolo       | Vaterpolo       | Atletika          | Atletika          | Gimnastika        | Gimnastika        | Plivanje          | Plivanje          | Jedrenje | Jedrenje | Kanu/Kajak | Kanu/Kajak | Veslanje | Veslanje | Boks               | Boks               | Hrvanje            | Hrvanje            | Judo               | Judo               | Taekwondo          | Taekwondo          | Dizanje utega | Dizanje utega | Mačevanje | Mačevanje | Stolni- tenis | Stolni- tenis | Streljaštvo | Streljaštvo | Tenis | Tenis | Ukupno (17) |
| ------- | --------------- | --------------- | --------------- | --------------- | --------------- | --------------- | ----------------- | ----------------- | ----------------- | ----------------- | ----------------- | ----------------- | -------- | -------- | ---------- | ---------- | -------- | -------- | ------------------ | ------------------ | ------------------ | ------------------ | ------------------ | ------------------ | ------------------ | ------------------ | ------------- | ------------- | --------- | --------- | ------------- | ------------- | ----------- | ----------- | ----- | ----- | ----------- |
| Medalje | M               | Ž               | M               | Ž               | M               | Ž               | M                 | Ž                 | M                 | Ž                 | M                 | Ž                 | M        | Ž        | M          | Ž          | M        | Ž        | M                  | Ž                  | M                  | Ž                  | M                  | Ž                  | M                  | Ž                  | M             | Ž             | M         | Ž         | M             | Ž             | M           | Ž           | M     | Ž     | Ukupno (17) |
| Zlato   | 0               | /               | 2               | /               | 1               | /               | 0                 | 3                 | 0                 | /                 | 0                 | 1                 | 1        | /        | 1•1        | /          | 2        | /        | 2                  | /                  | 1                  | /                  | /                  | /                  | /                  | 0                  | 1             | /             | 0         | /         | 0             | /             | 2           | 0           | 0     | 0     | 17          |
| Srebro  | 1               | /               | 0               | /               | 2               | /               | 2                 | 1                 | 1                 | /                 | 1                 | 1                 | 1        | /        | 0•1        | /          | 3        | /        | 0                  | /                  | 1                  | /                  | /                  | /                  | /                  | 0                  | 0             | /             | 0         | /         | 0             | /             | 0           | 0           | 0     | 0•1   | 14          |
| Bronca  | 0               | /               | 1               | /               | 0               | /               | 0                 | 1                 | 0•1               | /                 | 0                 | 0                 | 0        | /        | 1          | /          | 2•1      | /        | 2                  | /                  | 1                  | /                  | /                  | /                  | /                  | 3                  | 1             | /             | 1         | /         | 0•1           | /             | 0           | 1           | 3     | 0     | 17          |

## Broj natjecatelja i sportova na OI
|  | najviše |  | najmanje |  | najmanje izuzev 1. OI |

| Ljetne OI                          | 1992. | 1996. | 2000. | 2004. | 2008. | 2012. | 2016. | 2020. |
| Br. sportaša                       | 39    | 84    | 91    | 81    | 101   | 108   | 87    |       |
| Br. športaša bez ekipnih sportova* |       |       |       |       |       |       |       |       |
| Br. športova                       | 12    | 14    | 12    | 14    | 15    | 17    | 18    |       |
| Zimske OI                          | 1992. | 1994. | 1998. | 2002. | 2006. | 2010. | 2014. | 2018. |
| Br. sportaša                       | 4     | 3     | 6     | 14    | 23    | 19    | 11    | 20    |
| Br. sportaša bez ekipnih športova* |       |       |       |       |       |       |       |       |
| Br. sportova                       | 3     | 2     | 3     | 5     | 6     | 4     | 3     | 4     |

* ekipna natjecanja u nekim pojedinačnim sportovima, npr. stolni tenis, te parovi nisu brojani kao ekipni sport; bob četverosjed, četverac u kanu/kajaku i veslanju i osmerac u veslanju tretirani su kao ekipa 
| Rekorderi po broju nastupa: Ljetne OI - M: Zoran Primorac 7 - Ž: Tamara Boroš i Blanka Vlašić 4 Zimske OI - M: Ivica Kostelić 4 - Ž: Janica Kostelić 3 | Rekorderi po broju sportova: Ljetne OI - M: - Ž: Zimske OI - M: - Ž: Ljetne i Zimske OI - M: Igor Boraska 2 - Ž: |

## Popis sportova u kojima je zabilježen nastup
nakon OI 2016., ZOI 2018.
Ljetne OI
atletika, biciklizam (cestovni), boks, dizanje utega, gimnastika (sportska), hrvanje (grčko-rimski stil), jedrenje (regatno), judo, kajak, kanu, konjički šport (preponsko jahanje), košarka, mačevanje, odbojka (ž), plivanje (daljinsko, u bazenu), rukomet, skokovi u vodu, stolni tenis, streljaštvo, tenis, vaterpolo (m), veslanje, taekwondo.
Zimske OI
biatlon, bob, klizanje (brzo, brzo KS, umjetničko), sanjkanje, skeleton, skijanje (alpsko, skijaško trčanje/nordijsko), snowboard.

## Članovi Hrvatskog olimpijskog odbora

### 1. Nacionalni savezi
| 1a. Olimpijski športovi                           | 1a. Olimpijski športovi                            | 1a. Olimpijski športovi |
| Savez                                             | međunarodni naziv                                  | Predsjednik saveza      |
| ------------------------------------------------- | -------------------------------------------------- | ----------------------- |
| Hrvatski atletski savez                           | Croatian Athletic Federation                       | Luciano Sušanj          |
| Hrvatski badmintonski savez                       | Croatian Badminton Association                     | Velimir Čerkez          |
| Hrvatski baseball savez                           | Croatian Baseball Association                      | Osvaldo Vavra           |
| Hrvatski biatlonski savez                         | Croatian Biathlon Federation                       | Nikola Županić          |
| Hrvatski biciklistički savez                      | Croatian Cycling Federation                        | Ivica Gržinić           |
| Hrvatski bob i skeleton savez                     | Croatian Bobsleigh and Skeleton Federation         | Ivan Šola               |
| Hrvatski boksački savez                           | Croatian Boxing Federation                         | Robert Pauletić         |
| Hrvatski curling savez                            | Croatian Curling Federation                        | Alen Čadež              |
| Hrvatski dizački savez                            | Croatian Weightlifting Federation                  | Ivan Zoraja             |
| Hrvatski gimnastički savez                        | Croatian Gymnastics Federation                     | Ivan Škoro              |
| Hrvatski golf savez                               | Croatian Golf Federation                           | Darko Grgurić           |
| Hrvatski hokejski savez                           | Croatian Hockey Federation                         | Zlatko Dežđek           |
| Hrvatski hrvački savez                            | Croatian Wrestling Association                     | Matija Aračić           |
| Hrvatski jedriličarski savez                      | Croatian Sailing Federation                        | Goranko Fižulić         |
| Hrvatski judo savez                               | Croatian Judo Federation                           | Sanda Čorak             |
| Hrvatski kajakaški savez                          | Croatian Canoe Federation                          | Petar Lovrić            |
| Hrvatski klizački savez                           | Croatian Skating Federation                        | Morana Paliković Gruden |
| Hrvatski konjički savez                           | Croatian Equestrian Federation                     | Đurđa Adlešič           |
| Hrvatski košarkaški savez                         | Croatian Basketball Federation                     | Danko Radić             |
| Hrvatski mačevalački savez                        | Croatian Fencing Federation                        | Željko Kvesić           |
| Hrvatski nogometni savez                          | Croatian Football Federation                       | Davor Šuker             |
| Hrvatski odbojkaški savez                         | Croatian Volleyball Federation                     | Andrija Popović         |
| Hrvatski plivački savez                           | Croatian Swimming Federation                       | Goran Pavić             |
| Hrvatski ragbijaški savez                         | Croatian Rugby Union                               | Dragutin Kamenski       |
| Hrvatski rukometni savez                          | Croatian Handball Federation                       | Sandi Šola              |
| Hrvatski savez daljinskog plivanja                | Croatian Long Distance Swimming Federation         | Vinko Šoljan            |
| Hrvatski savez hokeja na ledu                     | Croatian Ice Hockey Association                    | Nikola Švigir           |
| Hrvatski savez sinkroniziranog plivanja           | Croatian Synchronized Swimming Federation          | Nada Senčar             |
| Hrvatski savez za skokove u vodu                  | Croatian Diving Federation                         | Damir Mikulić           |
| Hrvatski skijaški savez                           | Croatian Ski Association                           | Srećko Ferenčak         |
| Hrvatski softball savez                           | Croatian Softball Association                      | Pero Čizmić             |
| Hrvatski stolnoteniski savez                      | Croatian Table Tennis Association                  | Zlatko Pospiš           |
| Hrvatski streličarski savez                       | Croatian Archery Federation                        | Petar Čavlović          |
| Hrvatski streljački savez                         | Croatian Shooting Federation                       | Stanko Grčić            |
| Hrvatski taekwondo savez                          | Croatian Taekwondo Federation                      | Franjo Prot             |
| Hrvatski teniski savez                            | Croatian Tennis Association                        | Radimir Čačić           |
| Hrvatski triatlon savez                           | Croatian Triathlon Federation                      | Mario Kasović           |
| Hrvatski vaterpolski savez                        | Croatian Water Polo Federation                     | Perica Bukić            |
| Hrvatski veslački savez                           | Croatian Rowing Federation                         | Zlatko Buzina           |
| Hrvatski savez za moderni pentatlon               | Croatian Federation for Modern Pentatlon           | Pero Lozica             |
| 1b. Neolimpijski športovi                         |                                                    |                         |
| Savez                                             | međunarodni naziv                                  | Predsjednik saveza      |
| Hrvatski aikido savez                             | Croatian Aikido Federation                         | Tonči Tadić             |
| Hrvatski auto i karting savez                     | Croatian Auto And Karting Federation               | Branko Jordanić         |
| Hrvatski biljarski savez                          | Croatian Billiards Federation                      | Ante Morić              |
| Hrvatski boćarski savez                           | Croatian Bocce Federation                          | Šime Bulić              |
| Hrvatski body building savez                      | Croatian Body Building Federation                  | Damir Siser             |
| Hrvatski bridge savez                             | Croatian Bridge Federation                         | Jurica Carić            |
| Hrvatski karate savez                             | Croatian Karate Federation                         | Stjepan Čelan           |
| Hrvatski kickboxing savez                         | Croatian Kick-Boxing Federation                    | Predrag Znaor           |
| Hrvatski kuglački savez                           | Croatian Pin Bowling Federation                    | Marijan Vrkić           |
| Hrvatski motociklistički savez                    | Croatian Motorcycle Federation                     | Anđelko Mijatović       |
| Hrvatski savez za obaranje ruke                   | Croatian Armwrestling Federation                   |                         |
| Hrvatski paraolimpijski odbor                     | Croatian Paraolimpic Committee                     | Ratko Kovačić           |
| Hrvatski planinarski savez                        | Croatian Mountaineering Association                | Hrvoje Kraljević        |
| Hrvatski powerlifting savez                       | Croatian Powerlifting Federation                   |                         |
| Hrvatski rock ‘n’ roll savez                      | Croatian Rock ‘n’ roll Federation                  | Domagoj Štimac          |
| Hrvatski ronilački savez                          | Croatian Scuba Diving Federation                   | Neven Lukas             |
| Hrvatski savez športske rekreacije “Sport za sve” | Croatian Federation for recreation “Sport For All” | Vladimir Findak         |
| Hrvatski savez za skijanje na vodi                | Croatian Water Ski Federation                      | Arsen Sihtar            |
| Hrvatski savez za športski ribolov na moru        | Croatian Sports Sea Fishing Association            | Đuro Marinović          |
| Hrvatski športski plesni savez                    | Croatian Dance Sport Association                   | Antun Marki             |
| Hrvatski squash savez                             | Croatian Squash Federation                         | Vedran Režić            |
| Hrvatski šahovski savez                           | Croatian Chess Federation                          | Stjepan Šturlan         |
| Hrvatski športski savez gluhih                    | Croatian Deaf Sport Federation                     | Marijo Lušić            |
| Hrvatski športsko ribolovni savez                 | Croatian Sports Fishing Association                | Vladimir Sever          |
| Hrvatski savez tajlandskog boksa                  | Croatian Thai Boxing Federation                    | Tomislav Anić           |
| Hrvatski wushu savez                              | Croatian Wushu Federation                          | Nikolas Maričić         |
| Hrvatski zrakoplovni savez                        | Croatian Aeronautical Federation                   | Tonći Panza             |
| Koturaljkaški savez Hrvatske                      | Croatian Roller-Skating Federation                 | Goran Puškaš            |
| Motonautički savez hrvatske                       | Croatian Power-Boating Federation                  | Davor Buljan            |
| 1c. Pridruženi članovi (bez prava glasa)          |                                                    |                         |
| Savez                                             | međunarodni naziv                                  | Predsjednik saveza      |
| Hrvatski cheerleading savez                       | Croatian Cheerleading Federation                   |                         |
| Hrvatski galopski savez                           | Croatian Trotting Federation                       | Stjepan Fiolić          |
| Hrvatski ju-jitsu savez                           | Croatian Ju-Jitsu Federation                       |                         |
| Hrvatski kasački savez                            | Croatian Harness Racing Federation                 | Zoran Gašpar            |
| Hrvatski kendo savez                              | Croatian Kendo Association                         |                         |
| Hrvatski nanbudo institut                         | Croatian Nanbudo Institute                         | Srećko Ferenčak         |
| Hrvatski pikado savez                             | Croatian Darts Federation                          | Mate Vukoja             |
| Hrvatski savate savez                             | Croatian Savate Federation                         | Marko Jurić             |
| Hrvatska federacija twirlinga                     | Croatian Twirling Federation                       | Jasenka Wolf Cvitak     |
| Jet-ski savez hrvatske                            | Croatian Jet-Ski Federation                        | Dalibor Turković        |
| Hrvatski nogoteniski savez                        | Croatian Fottballtennis Federation                 | Zlatko Senta            |
| Hrvatski sambo savez                              | Croatian Sambo Federation                          | Željko Banić            |
| 1d. Privremeni članovi (bez prava glasa)          |                                                    |                         |
| Savez                                             | međunarodni naziv                                  | Predsjednik saveza      |
| Hrvatski kriket savez                             | Croatian Cricket Federation                        | Jasen Tvrtko Butković   |

### 2. Županijske športske zajednice
| Savez športova Karlovačke županije                                 |
| Savez športova Koprivničko-križevačke županije                     |
| Savez športova Ličko-senjske županije                              |
| Savez športova županije Istarske                                   |
| Savez športova županije Šibensko-kninske                           |
| Savez športova županije Varaždinske                                |
| Športski savez županije Bjelovarsko-bilogorske                     |
| Športska zajednica Zadarske županije                               |
| Zagrebački športski savez                                          |
| Zajednica športskih udruga Brodsko-posavske županije               |
| Športska zajednica Krapinsko-zagorske županije                     |
| Zajednica športskih udruga i saveza Medimurske županije            |
| Zajednica športskih udruga i saveza Osječko-baranjske županije     |
| Zajednica športskih udruga i saveza Sisačko-moslavačke županije    |
| Zajednica športskih udruga i saveza Zagrebačke županije            |
| Zajednica športskih udruga i saveza Splitsko-dalmatinske županije  |
| Zajednica športskih udruga i saveza Virovitičko-Podravske županije |
| Zajednica športova Primorsko-goranske županije                     |
| Županijski Savez športova Požeško-slavonske županije               |
| Županijski Savez športova Vukovarsko-srijemske županije            |
| Zajednica športa Dubrovačko-neretvanske županije                   |

### 4. Ostale udruge i ustanove
| Hrvatski Sveučilišni športski savez                   |
| Hrvatski zbor športskih novinara                      |
| Hrvatsko društvo olimpijske filatelije i memorabilije |
| Hrvatsko društvo za povijest športa                   |
| Hrvatsko društvo za športsku medicinu                 |
| Hrvatski kineziološki savez                           |
| Kineziološki fakultet Sveučilišta u Zagrebu           |
| Ured Hrvatskog vijeća za međunarodni vojni šport      |

## Vanjske poveznice
- Hrvatski olimpijski odbor
- Hrvatski klub olimpijaca Jurica Gizdić: Hrvatska i olimpijska odličja
- Hrvatski klub olimpijaca Jurica Gizdić: Kovači hrvatskih olimpijskih odličja
- Hrvatski klub olimpijaca Jurica Gizdić: Hrvatske sportašice na Olimpijskim igrama